# Cohors I Cisipadensium
Die Cohors I Cisipadensium [equitata] [Maximiniana] (deutsch 1. Kohorte der Cisipadenser [teilberitten] [die Maximinianische]) war eine römische Auxiliareinheit. Sie ist durch Militärdiplome und Inschriften belegt.

## Namensbestandteile
- Cohors: Die Kohorte war eine Infanterieeinheit der Auxiliartruppen in der römischen Armee.

- I: Die römische Zahl steht für die Ordnungszahl die erste (lateinisch prima). Daher wird der Name dieser Militäreinheit als Cohors prima .. ausgesprochen.

- Cisipadensium: der Cisipadenser. Die Soldaten der Kohorte wurden bei Aufstellung der Einheit aus dem Volk der Cisipadenser rekrutiert, das entlang der Großen Syrte im heutigen Libyen wohnte.[1]

- equitata: teilberitten. Die Einheit war ein gemischter Verband aus Infanterie und Kavallerie.

- Maximiniana: die Maximinianische. Eine Ehrenbezeichnung, die sich auf Maximinus Thrax (235–238) bezieht. Der Zusatz kommt in einer Inschrift[2] an einer nachträglich ausgemeißelten Stelle vor.

Da es keine Hinweise auf den Namenszusatz milliaria (1000 Mann) gibt, war die Einheit eine Cohors quingenaria equitata. Die Sollstärke der Kohorte lag bei 600 Mann (480 Mann Infanterie und 120 Reiter), bestehend aus 6 Centurien Infanterie mit jeweils 80 Mann sowie 4 Turmae Kavallerie mit jeweils 30 Reitern.

## Geschichte
Die Kohorte war in den Provinzen Moesia, Moesia superior, Thracia und Moesia inferior (in dieser Reihenfolge) stationiert. Sie ist auf Militärdiplomen für die Jahre 75 bis 157 n. Chr. aufgeführt.
Der erste Nachweis der Einheit beruht auf einer Inschrift, die in die Regierungszeit von Nero (54–68) datiert wird. Durch ein Diplom ist die Kohorte erstmals 75 in der Provinz Moesia nachgewiesen. In dem Diplom wird die Kohorte als Teil der Truppen (siehe Römische Streitkräfte in Moesia) aufgeführt, die in der Provinz stationiert waren. Weitere Diplome, die auf 93 bis 115 datiert sind, belegen die Einheit in Moesia Superior.
Eine Teilnahme der Kohorte an den Dakerkriegen Trajans ist wahrscheinlich, aber nicht belegt. In den Diplomen von 115 wird die Einheit als eine der Kohorten aufgeführt, die aus Moesia superior für den Partherkrieg Trajans abkommandiert wurden (translatis in expeditione).
Nach Beendigung des Partherkriegs kehrte die Kohorte vermutlich nicht mehr nach Moesia Superior zurück, sondern wurde wahrscheinlich unter Hadrian (117–138) in die Provinz Thracia verlegt. Der erste Nachweis in der Provinz beruht auf einem Militärdiplom, das auf 117/138 datiert ist. In dem Diplom wird die Kohorte als Teil der Truppen (siehe Römische Streitkräfte in Thracia) aufgeführt, die in der Provinz stationiert waren. Ein weiteres Diplom, das auf 138 datiert ist, belegt die Einheit in derselben Provinz.
Zwischen 146 und 155 wurde die Kohorte nach Moesia Inferior verlegt. Der erste Nachweis in der Provinz beruht auf einem Militärdiplom, das auf das Jahr 155 datiert ist. Ein weiteres Diplom, das auf 157 datiert ist, belegt die Einheit in derselben Provinz.
Der letzte Nachweis der Einheit beruht auf einer Inschrift, die auf 235/236 datiert wird.

## Standorte
Standorte der Kohorte waren möglicherweise:
- Sostra (Lomets): zwei Inschriften[9] wurden hier gefunden.

## Angehörige der Kohorte
Folgende Angehörige der Kohorte sind bekannt.

### Kommandeure
| - Gaius Iulius Antiochianus: er wird auf dem Diplom von 138 als Kommandeur genannt. | - Lucius Cilnius Secundus: er wird auf dem Diplom von 93 als Kommandeur genannt. |

### Sonstige
| - [?], ein Soldat (AE 2013, 1367) - Flavius Vale[n]s, ein Reiter: das Diplom von 138 wurde für ihn ausgestellt. | - L(ucius) Campanius [V]erecundus, ein Veteran und ehemaliger Signifer und Centurio (CIL 5, 8185) - L(ucius) Cassius, ein Fußsoldat: das Diplom von 93 wurde für ihn ausgestellt. |